# Anua salita
Anua salita är en fjärilsart som beskrevs av William Lucas Distant 1898. Anua salita ingår i släktet Anua och familjen nattflyn. Inga underarter finns listade i Catalogue of Life.